# ONE AND ONLY (ラジオ番組)
KIRIN ICHIBAN SHIBORI ONE AND ONLY（キリンいちばんしぼりワンアンドオンリー）とは、J-WAVEで放送されていたラジオ番組（ミニ番組）である。
2014年4月1日放送開始、2016年3月31日放送終了。番組タイトルの通り、麒麟麦酒（キリンビール）一社提供の番組であった。

## 概要
毎週様々な分野からゲストを招き、その分野ならではの唯一無二な出来事や、ここだけの話などを聞く。

## ナビゲーター
- ジョン・カビラ

## 放送時間
- 毎週月曜日から木曜日、16時15分から16時30分[1]